# Linia kolejowa nr 772
Linia kolejowa 772 – obecnie (2025) nieczynna, pierwszorzędna, jednotorowa, niezelektryfikowana linia kolejowa łącząca dawne posterunki odgałęźne Strzegom Międzyrzecze i Strzegom Miasto.